# Ibn al-Rāhib
Buṭrus Ibn al-Rāhib (de son nom entier Nušū' al-Khilāfa Abū Šākir b. al-Sanā al-Rāhib Abū l-Karam Buṭrus b. al-Muhaḏhḏhib) est un écrivain polygraphe égyptien du XIIIe siècle, un chrétien membre de l'Église copte, utilisant la langue arabe. Principalement théologien, grammairien et historien auteur d'une chronique universelle, mais également versé dans les mathématiques et l'astronomie, il est l'un des principaux représentants du grand mouvement encyclopédiste qui se développa chez les Arabes chrétiens au XIIIe siècle.

## Biographie
Il naquit dans une famille chrétienne riche et éminente de Fostat (Vieux Caire); son année de naissance n'est pas connue, mais se situe au début du XIIIe siècle. Son père, al-Sanā al-Rāhib ou al-Rāhib Anbā Buṭrus (surnommé al-Rāhib, « le moine », parce qu'après son veuvage il adopta cet état), était un très haut fonctionnaire du sultanat des Ayyoubides (pendant deux périodes, il fut responsable des finances), et un membre très important de l'Église copte (pendant la longue vacance du patriarcat entre 1216 et 1235, il assura dans les faits l'intérim) ; pendant le pontificat controversé de Cyrille III b. Laqlaq, de 1235 à 1243, il fut le principal porte-parole de l'opposition. Après sa retraite dans la vie religieuse, il devint prêtre de l'église Abū Sarjah du Vieux Caire. Le fils occupa également d'importantes fonctions administratives (apparemment dans le dīwān al-ğayš, le « bureau de l'armée »), et en 1260 il fut nommé diacre de la prestigieuse église d'al-Mu'allaqah (Vieux Caire) par le patriarche Athanase III dont il avait pourtant combattu l'élection.
Il se consacra aux activités littéraires relativement tard, à partir de 1257, probablement après son retrait du service public entraîné par les répercussions de la prise du pouvoir par les Mamelouks. Ses principaux ouvrages furent composés entre 1257 et 1270 environ, et il se contenta ensuite de les améliorer et de les reproduire. Il mourut très âgé dans la dernière décennie du XIIIe siècle.

## Œuvres
Ses œuvres sont, dans l'ordre chronologique:
- le Kitāb al-Tawārīḵh (le Livre des histoires), composé de trois parties, et inégalement divisé en cinquante-et-un chapitres (1re partie: un long traité d'astronomie et de chronologie, couvrant les ch. 1 à 47; 2e partie: une partie historiographique, composée d'une chronique universelle, formant le ch. 48, d'une histoire de l'islam, qui est le ch. 49, et d'une histoire du patriarcat copte d'Alexandrie, qui est le ch. 50; 3e partie: un traité sur les sept conciles œcuméniques reconnus par l'Église orthodoxe grecque, qui est le ch. 51);

- un ouvrage sur la langue copte, achevé en 1263, composé d'une Introduction (Muqaddimah), qui est une grammaire, puis d'un Vocabulaire rimé (Sullam muqaffā), présentant les mots coptes avec leur équivalent arabe (cette deuxième partie est semble-t-il perdue);

- le Kitāb al-Šifā fī Kašf ma-Istatara min Lahut al-Maṣiẖ wa-ikhtafa (le Livre de la guérison de ce qui est caché de la divinité du Christ), un vaste ouvrage exégétique composé à partir de l'image de l'Arbre de Vie, qui a trois troncs, divisés en trois branches chargées de fruits innombrables, le tout constituant un riche florilège de commentaires bibliques sur le thème de la personne du Christ (un manuscrit autographe daté de 1268 est conservé à la Bibliothèque nationale de France);

- le Kitāb al-Burhān fī al-Qawanin (le Livre de l'évidence en matière de lois), qui est une somme théologico-philosophique en cinquante-deux chapitres, touchant l'ensemble des traditions théologiques, philosophiques et culturelles de l'Église copte de l'époque.

Le Kitāb al-Tawārīḵh a joui d'une grande influence: Georges Elmacin l'a largement exploité pour sa chronique Al-Majmu' al-Mubarak, rédigée quelques années plus tard; il est souvent cité par les historiens musulmans al-Maqrīzī et Ibn Ḵhaldūn, qui semblent l'avoir surtout connu par l'intermédiaire d'Elmacin. Au début du XVIe siècle, il fut traduit en ge'ez (éthiopien classique) par l'Itchégué Enbaqom et acquit une très grande importance dans la culture de l'Église éthiopienne  (le manuel canonique pour l'année liturgique et la chronologie universelle y est appelé Abušākēr, mot qui vient d'Abū Šakir). En Occident, un abrégé des ch. 48, 49 et 50 a été connu à partir du XVIIe siècle sous le titre Chronicon Orientale.